# ゲルベルガ・フォン・ザクセン
ゲルベルガ・フォン・ザクセン（Gerberga von Sachsen, 913年ごろ - 969年5月5日）は、リウドルフィング家出身の西フランク王国の王妃で、息子ロテールの幼年時の摂政（954年 - 959年）。最初の夫はロートリンゲン公ギゼルベルト、2番目の夫はルイ4世である。フランス語名はジェルベルジュ・ド・サックス（Gerberge de Saxe）。同時代の記録によると、ゲルベルガは高度な教育を受けており、知性のある力強い政治家であったという。

## 生涯

### 出自
ゲルベルガはドイツ王ハインリヒ1世とマティルデ・フォン・リンゲルハイムの間の娘で、皇帝オットー1世の実妹に当たる。

### 最初の結婚
928年、ゲルベルガはロートリンゲン公ギゼルベルトと結婚し、4人の子女をもうけた。
- アルベラード（929年ごろ - ?） - ルシー伯ルノーと結婚
- ハトヴィヒ - 早世
- ハインリヒ（932年ごろ - 944年以前） - ロートリンゲン公オットー・フォン・ヴェルダンのもとで養育されたが、オットーの死去より前に早世し、ロートリンゲン公位は継承できなかった[1]。
- ゲルベルガ（935年ごろ - 978年） - ヴェルマンドワ伯アルベール1世と結婚

1070年代に年代記を書いたロートリンゲンの年代記作者ヨクンドゥスによると、ゲルベルガの弟ハインリヒ1世が936年ごろに兄オットー1世に対し反乱を起こしたとき、ゲルベルガは夫ギゼルベルトにハインリヒ1世を支援するよう促したという。ギゼルベルトは939年にアンデルナハの戦いでオットー1世に敗れ、退却の際にライン川で溺死した。

### 二度目の結婚
ギゼルベルトが死去した時、ゲルベルガは26歳であった。939年、ゲルベルガは西フランク王ルイ4世と結婚し、8人の子女をもうけた。
- ロテール（941年 - 986年） - 西フランク王
- マティルド（943年 - 981/2年） - 964年、ブルグント王コンラートと結婚
- イルドガルド（約944年 - ?）
- シャルル（945年 - 953年）
- ルイ（948年 - 954年）
- アルベラード（953年以前 - ?）
- シャルル（953年 - 991年） - 下ロレーヌ公
- アンリ（953年）

### 夫との死別後

#### 摂政として
ルイ4世は、954年9月10日に死去した。この時、ルイ4世とゲルベルガとの長男ロテールはわずか13歳であった。そこでゲルベルガは、ロテールが無事に王位を継承できるよう行動を起こした。ゲルベルガは、かつてルイ4世の敵であった、義弟にあたるユーグ大公と合意に達した。ロテールの治世を支援する代わりに、ユーグ大公はアキテーヌ、およびブルゴーニュの大部分を与えられた。ゲルベルガは兄オットー1世の支援は求めなかったが、それは西フランク王国の事に東フランク王が介入することで、西フランク王国の政治的立場が弱くなり、また西フランク王国貴族の憤りを危惧したためである。
956年にユーグ大公が死去した後、ゲルベルガと妹ハトヴィヒ（ユーグ大公の寡婦）は、西フランク王国の最も権力のある一族の長となった。ロテールが成年に達するまで、弟ケルン大司教ブルーノとともに、ゲルベルガとハトヴィヒは王国を統治した。

#### 修道女として
959年、ロテールが成年に達した後、ゲルベルガはソワソンにあるベネディクト会のノートルダム修道院の修道院長となった。それでも、ゲルベルガは政治活動を継続した。961年、ゲルベルガは新しいランス大司教にオダルリックを選出することに関与した。965年、ロテールがオットー1世の継娘に当たるイタリア王女エマ（オットー1世妃アーデルハイトの初婚の娘）と結婚するとき、ケルンの帝国宮廷に姿をあらわした。

### 死去
ゲルベルガは969年5月5日か、それ以降984年以前に死去したと考えられている。ランスのサン＝レミ修道院に葬られた。